# Brian Berdan
Brian Berdan est un monteur américain.

## Biographie
Brian Berdan était agent d'entretien dans un studio de postproduction de San Francisco avant d'apprendre le montage aux côtés de David Lynch sur les films Blue Velvet (1986) et Sailor et Lula (1990) et la série télévisée Twin Peaks (1990). Il a ensuite été le monteur des films d'Oliver Stone Tueurs nés (1994) et Nixon (1995) et a beaucoup travaillé dans le milieu du cinéma indépendant.

## Filmographie
- 1994 : Tueurs nés
- 1995 : Nixon
- 1995 : Amanda & the Alien (téléfilm)
- 1997 : Tueurs à gages
- 2001 : Petite arnaque entre amis
- 2002 : La Prophétie des ombres
- 2004 : La Grande Arnaque
- 2005 : La Crypte
- 2006 : Hyper Tension
- 2007 : Cleaner
- 2009 : 12 Rounds
- 2011 : Space Time : L'ultime Odyssée
- 2011 : Ghost Rider 2 : L'Esprit de vengeance
- 2014 : The Signal
- 2014 : Rosemary's Baby (mini-série)
- 2016 : The Boy
- 2017 : Song to Song
- 2020 : Underwater de William Eubank
- 2021 : Separation de William Brent Bell
- 2021 : JFK : L'Enquête (JFK Revisited: Through the Looking Glass, documentaire) d'Oliver Stone
- 2022 : Nuclear Now (documentaire) d'Oliver Stone